# Municipio de Dan Rivern
El municipio de Dan River (en inglés: Dan River Township) es un municipio ubicado en el  condado de Caswell en el estado estadounidense de Carolina del Norte. En el año 2010 tenía una población de 2.567 habitantes.

## Geografía
El municipio de Dan River se encuentra ubicado en las coordenadas 36°29′53.26″N 79°18′58.31″O / 36.4981278, -79.3161972.